# Viktor Makszimovics Bannyikov
Viktor Makszimovics Bannyikov (ukránul: Віктор Максимович Банніков , oroszul: Виктор Максимович Банников; Lugini, Szovjetunió, 1938. április 28. – Kijev, 2001. április 25.) ukrán labdarúgókapus, edző.